# Neocentropogon mesedai
Neocentropogon mesedai är en fiskart som beskrevs av Klausewitz, 1985. Neocentropogon mesedai ingår i släktet Neocentropogon och familjen Tetrarogidae. Inga underarter finns listade i Catalogue of Life.